# 彼拉提斯

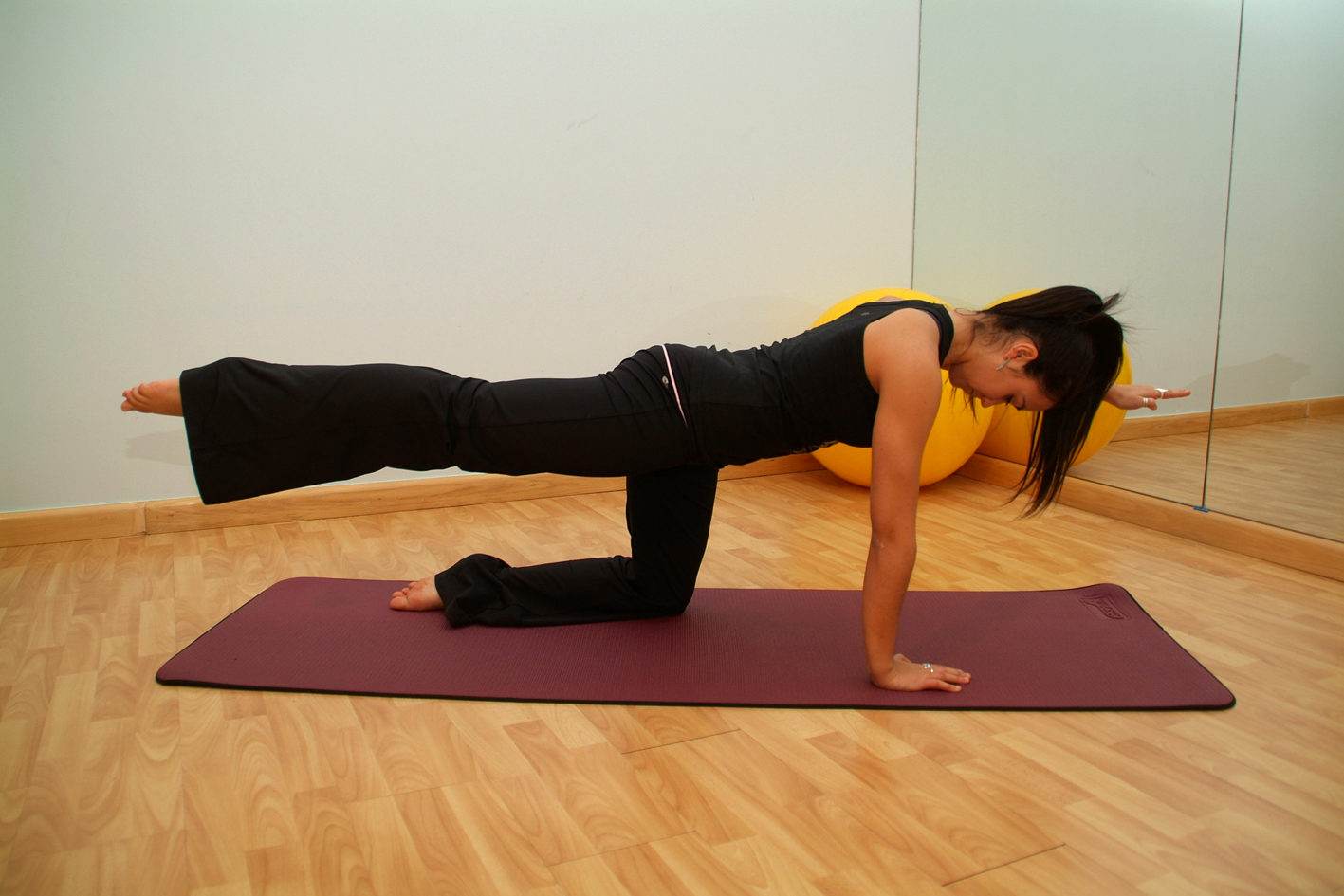
彼拉提斯運動

彼拉提斯（德語：Pilates，/pɨˈlɑːtiːz/，德語：[piˈlaːtəs]），又译为普拉提、普拉提斯、皮拉提斯等，是由德國人約瑟夫·皮拉提斯（Joseph Pilates）在二十世紀發展的體適能運動，世人則以皮拉提斯先生的姓氏稱呼這項健身運動。
約瑟夫·皮拉提斯為他開發的這項運動，由英語：（控制）創造了一個新字身體控制學（ 英語：Contrology），因為他相信，這項運動的核心，就在於對肌肉的控制，透過皮拉提斯可達到雕塑線條、訓練平衡感以及增加柔軟度，亦可矯正姿勢、改善腰背痠痛的問題。

## 歷史
彼拉提斯運動的設計者，是來自德國门兴格拉德巴赫的體能教練約瑟夫·皮拉提斯。他從小體弱多病，為了增強自己的體能，透過六大運動哲學原則『專注、呼吸、核心、控制、精確與流暢』所研發的運動。在第一次世界大戰中用於士兵受傷後的復健。因此皮拉提斯和復健、物理治療、運動科學有高度連結。
現在此一運動被視為身體訓練的一種，可調整姿勢習慣、矯正日常姿勢不正確帶來的疲勞。

## 類似運動
1. 诃陀瑜伽
2. 熱瑜珈
3. 陰瑜珈
4. 禪柔